# 小行星8150
小行星8150（英語：8150 Kaluga）是一颗围绕太阳公转的小行星。1985年8月24日，尼古拉·切爾尼赫在克里米亚发现了此天体。
这颗小行星的绝对星等为151.1683287252514等。